# Wacław Mrozowski
Wacław Mrozowski (ur. 12 czerwca 1912 w Chełmie, zm. 26 września 1967 w Łodzi) – polski poeta.

## Życiorys
Pochodził z rodziny chłopskiej (syn Antoniego Mrozowskiego i Marii z Falkowskich). Ukończył Gimnazjum im. Stefana Czarnieckiego w Chełmie oraz seminarium nauczycielskie (matura w 1934) i wyjechał do Warszawy. Był redaktorem szkolnego pisma Spójnia i członkiem komitetu redakcyjnego Kuźni Młodych. Współpracował tam w latach 1934-1936 z teatrem Reduta. Pełnił funkcję sekretarza wydawnictw Związku Nauczycielstwa Polskiego, ale został zwolniony po procesie Płomyka (przemycanie w pismach dla dzieci treści komunistycznych; w procesie oskarżoną była też Wanda Wasilewska). W 1939 przeniósł się do Radomia i pracował tam w fabryce Ericssona. Po śmierci Józefa Czechowicza zaopiekował się jego spuścizną literacką (zarzucano mu nawet przywłaszczenie). W czasie okupacji niemieckiej był więziony przez pół roku przez Gestapo (1944). Po zakończeniu II wojny światowej osiedlił się na Dolnym Śląsku (organizował Ludowy Instytut Literacko-Naukowy w Szczawnie-Zdroju i kierował dolnośląskim oddziałem Pioniera), by w 1950 przenieść się do Łodzi. Pracował tam w bibliotece na Widzewie, a w latach 1961-1962 był sekretarzem łódzkiego oddziału Związku Literatów Polskich. Pochowany jest na Starym Cmentarzu przy ul. Ogrodowej.

## Twórczość
Był pod silnym wpływem artystycznym Józefa Czechowicza (była to wręcz zależność twórcza, naśladował układy kompozycyjne, składniowe i rytmiczne, przejmował chwyty artystyczne Czechowicza). Jego utwory cechuje specyficzny zaśpiew, wspomnieniowość (zwłaszcza w zakresie dzieciństwa i stron rodzinnych) oraz wzdłużenie toku wiersza. Wielką rolę w jego dziełach odgrywała przyroda. Dużą szczegółowością charakteryzują się spisane przezeń wspomnienia z lat 1934-1935 (Cyganeria). Planował napisanie książki o rodzinnym Chełmie z lat 1915-1935 (Miasto, które kocham), ale nigdy jej nie stworzył.

## Dzieła
Jego najważniejsze dzieła to:
- Mosty nad życiem, wiersze, 1933,
- Antologia współczesnej poezji szkolnej, 1935,
- Rzeczywiście, wiersze, 1936 - pod wpływem poezji skamandryckiej oraz Kazimierza Andrzeja Jaworskiego,
- Dobranoc... Dobranoc..., 1936 - utwory osobiste i krajobrazowe z odcieniem sentymentalizmu,
- Cyganeria, wspomnienia, 1936[1],
- Trzepot motyli, wiersze z lat 1937–1940 (wydano prawdopodobnie 10 egzemplarzy na prawach rękopisu),
- Wiersze o śmierci, wiersze, 1941–1944, nigdy nie wydane,
- Liryki dolnośląskie, wiersze, 1948 – pocztówkowe pejzaże miast dolnośląskich,
- Ludziom czułym, wiersze z lat 1933–1955 dystrybuowane w maszynopisie,
- Drugi brzeg, wiersze, 1958,
- Akwarium, wiersze, 1960,
- Wiersze wybrane, 1962,
- Antologia lubelskich poetów dwudziestolecia międzywojennego, 1965,
- John Barleycorn, poemat, 1966, ekshibicjonistyczny, osobisty dokument o walce alkoholu z miłością, w którym po raz pierwszy wyzwolił się z zależności od Czechowicza[3],
- Tu pod każdym kamieniem moja młodość leży, wiersze, 1970 (pośmiertnie),
- Spojrzenie wstecz, wiersze, 1970 (pośmiertnie)[2].

## Rodzina
Był żonaty z Ireną z Gerlingów.